# Паропроницаемость
Паропроницаемость — способность материала пропускать или задерживать пар в результате разности парциального давления водяного пара при одинаковом атмосферном давлении по обеим сторонам материала.
Паропроницаемость характеризуется величиной коэффициента паропроницаемости или величиной сопротивления паропроницанию при воздействии водяного пара.
Коэффициент паропроницаемости измеряется в мг/(м·ч·Па). 
Понятие паропроницаемости широко используется при анализе свойств строительных материалов, особенно - утеплителей.

## Паропроницаемость некоторых стройматериалов[1]
| Материал                                            | Коэффициент паропроницаемости мг/(м·ч·Па) |
| --------------------------------------------------- | ----------------------------------------- |
| Экструдированный пенополистирол                     | 0,013                                     |
| Пенополиуретан                                      | 0,05                                      |
| Минеральные ваты                                    | 0,3-0,55                                  |
| Фанера клееная                                      | 0,02                                      |
| Железобетон плотностью 2500кг/м.куб.                | 0,03                                      |
| Сосна и ель поперек волокон плотностью 600кг/м.куб. | 0,06                                      |